# Toyota Soarer
Toyota Soarer – sportowy samochód osobowy produkowany przez japońską firmę Toyota od lutego 1981 do sierpnia 2005 roku. Dostępny był jako 2-drzwiowe coupé. Do napędu używano wielu silników, między innymi: R6 oraz V8, zarówno turbodoładowanych jak i wolnossących. Moc przenoszona była na oś tylną. Powstały cztery generacje modelu, pierwsza zdobyła w Japonii na przełomie lat 1981/82 tytuł Samochodu Roku.

## Pierwsza generacja (Z10; 1981)
Soarer został wprowadzony jako pierwszy personal luxury car Toyoty. Było to 2-drzwiowe notchback coupé (oznaczenie kodowe Z10), do sprzedaży trafiło w lutym 1981 roku. Przy rozstawie osi równym 2660 mm długość nadwozia wynosiła 4665 mm. Do napędu używano silników: R6 2.8 58-GEU (170 KM), R6 3.0 6M-GEU (190 KM, od stycznia 1985), 2.0 1G-EU oraz turbodoładowany M-TEU.

## Druga generacja (Z20; 1986)
Druga generacja (Z20) została zaprezentowana w styczniu 1986 roku, stylistyką nawiązywała ona do poprzedniej. O 10 mm wydłużono rozstaw osi jak i długość nadwozia. Do napędu służyły silniki takie jak: 3.0 turbo 7M-GTEU (230 KM), 2.0 1G-GEU (140 KM) i 2.0 1G-EU (105 KM). W kwietniu 1989 przedstawiono limitowaną do 500 sztuk serię Aero Cabin, cechowała się ona m.in. dwoma miejscami siedzącymi oraz składanym dachem.

## Trzecia generacja (Z30; 1991)
W maju 1991 roku wprowadzono do produkcji Toyotę Soarer 3. generacji (Z30), miało być to luksusowe coupé oferowane na rynku północnoamerykańskim pod marką Lexus. Z tego powodu powiększono nadwozie, rozstaw osi wzrósł do 2690 mm, długość całkowita zaś do 4860 mm. Do napędu używano silników: V8 4.0 1UZ-FE (260 KM), R6 2.5 twin-turbo i R6 3.0. Bliźniaczym pojazdem był Lexus SC300/400.

## Czwarta generacja (Z40; 2001)
Ostatnie wcielenie modelu (Z40) zaprezentowano w kwietniu 2001 roku. Zmieniono wygląd nadwozia, przy rozstawie osi 2620 mm osiągnięto długość 4515 mm. Do napędu dostępny był tylko jeden silnik, V8 4.3 3UZ-FE (280 KM) zblokowany z 5-biegową automatyczną skrzynią biegów. W sierpniu 2005 roku, po wprowadzeniu marki Lexus na rynek japoński, Soarer został przemianowany na Lexusa SC430. Produkcję SC430 zakończono w lipcu 2010 roku.